# Петров, Александр Петрович (историк)
Александр Петрович Петров (18 августа 1926 года—13 марта 1995 года) — советский и российский учёный, педагог и историк, член-корреспондент АПН СССР (1982), член-корреспондент РАО (1993).

## Биография
Родился 18 августа 1926 года в деревне Припущаево Ленинского уезда Московской губернии (ныне Талдомского района Московской области) в крестьянской семье. Вскоре после его рождения семья переехала в Москву.
В 1943 году в возрасте 17 лет добровольцем ушел на флот: с апреля 1944 года и до окончания Великой Отечественной войны нёс службу матросом, старшиной на Северном флоте, продолжил службу и после войны и был демобилизован в 1949 году.
С 1949 по 1951 годы работал председателем Комитета ДОСФЛОТ Куйбышевского района Москвы, в последующие годы был заведующим отделом пропаганды и агитации, секретарем Куйбышевского райкома комсомола, инструктором Московского горкома.
Окончил Всесоюзный заочный юридический институт и аспирантуру Академии общественных наук при ЦК КПСС (1961), защитил кандидатскую диссертацию «Московская городская организация КПСС в борьбе за подъём идеологической работы в массах на основе решений XX съезда КПСС : 1956—1959 гг.».
В дальнейшем работал инструктором отдела науки и вузов Московского горкома КПСС, инструктором идеологического отдела и отдела пропаганды и агитации ЦК КПСС, заведующим отделом исторических наук в Институте научной информации по общественным наукам (ИНИОН) АН СССР. Вёл преподавательскую деятельность в вузах Москвы, в том числе в должности профессора работал в МГПИ имени В. И. Ленина.
Подготовил к защите диссертацию «Принцип демократического централизма в строительстве КПСС на современном этапе» (1971)[уточнить], в 1977 году защитил докторскую диссертацию «Критика буржуазных и реформистских взглядов по аграрно-крестьянскому вопросу в трех российских революциях».
В марте 1980 года был назначен ректором МГПИ имени В. И. Ленина, который возглавлял до 1987 года, освободив этот пост по своей личной просьбе в связи с уходом на пенсию.
26 марта 1982 года был избран членом-корреспондентом Академии педагогических наук СССР, состоял в Отделении общего среднего образования, 7 апреля 1993 года стал членом-корреспондентом Российской академии образования.
Скончался 13 марта 1995 года.

## Награды
- Орден Отечественной войны II степени
- Орден «Знак Почёта» (1976)
- Орден Трудового Красного Знамени